# Pavetta villosa
Pavetta villosa är en måreväxtart som beskrevs av Vahl. Pavetta villosa ingår i släktet Pavetta och familjen måreväxter. Inga underarter finns listade i Catalogue of Life.